# 15 dni
15 dni – piąty album studyjny polskiego wokalisty popowego Andrzeja Piasecznego. Wydany 7 kwietnia 2008. Wydawnictwo ukazało się 7 kwietnia 2008 roku nakładem wytwórni muzycznej Sony BMG Music Entertainment Poland. Nagrania dotarły do 7. miejsca listy OLiS. 4 czerwca 2008 roku album uzyskał status platynowej płyty.

## Lista utworów
CD 1
1. "15 dni"
2. "W świetle dnia"
3. "Wszystko trzeba przeżyć"
4. "Znak przeznaczenia"
5. "O przebaczeniu"
6. "Częściej proszę"
7. "Jeszcze bliżej"
8. "Noc za ścianą" (oraz Krzysztof Kasowski)
9. "Szczęście jest blisko"
10. "Z głębi duszy"
11. "Więcej chcę"
12. "Przytul mnie życie" (oraz Krzysztof Krawczyk)
13. "Wciąż bardziej obcy" (oraz Jan Borysewicz)
14. "Ponad wszystko"
15. "Wolność w nas"

CD 2
1. "Komu potrzebny żal"
2. "Tej nocy"
3. "Imię deszczu"
4. "Chociaż ty"
5. "Kiedy jestem"
6. "Noce całe"
7. "Tej jesieni"
8. "Kochać masz"
9. "Pół mnie ciebie pół" (oraz Ewa Bem)
10. "Wzór cały twój"
11. "Czulej co dnia"
12. "Z oczu czytane"
13. "Proszę zapomnij się"
14. "...i jeszcze"
15. "Pozostawiasz ślad"

DVD
1. "Noce Całe" (muz. Zdzisław Zioło, sł. Andrzej Piaseczny; reż. Marek Kościkiewicz/Jarosław Żamojda w 1995 r.)
2. "Ja (moja twarz)" (muz. Zdzisław Zioło, sł. Andrzej Piaseczny; reż. Mariusz Palej/Borys Lankosz/Marcin Paczesny w 1995 r.)
3. "Niecierpliwi" (muz. Robert Chojnacki, sł. Andrzej Piaseczny; reż. Magda Kunicka/Yach Paszkiewicz w 1996 r.)
4. "Imię deszczu" (muz. Zdzisław Zioło, sł. Andrzej Piaseczny; reż. Krzysztof Pawłowski 1996 r.)
5. "Jeszcze Bliżej (remix)" (muz. Tomasz Banaś, sł. Andrzej Piaseczny; reż. Marcin Fedisz/Marek Lamprecht w 1998 r.)
6. "Kochać Masz" (muz. Michał Przytuła, sł. Andrzej Piaseczny; reż. Piotr Rzepiński w 1999 r.)
7. "Too Long" (muz. Robert Chojnacki, sł. Andrzej Piaseczny/John Porter; reż. Piotr Rzepiński  w 2001 r.)
8. "Szczęście jest blisko" (muz. Seweryn Krajewski, sł. Andrzej Piaseczny; reż. Joanna Rechnio w 2003 r.)
9. "Jednym Tchem" (muz. Tomasz Banaś, sł. Andrzej Piaseczny; reż. Anna Maliszewska w 2005 r.)
10. "...i jeszcze" (muz. Seweryn Krajewski, sł. Andrzej Piaseczny; reż. Mikołaj Górecki w 2006 r.)
11. "Z głębi duszy" (muz. Jeff Franzel&Jess Cates&Ty Kelly Lacy,  sł. Andrzej Piaseczny; reż. Marta Pruska w 2005 r.)
12. "Szlagier kinowy" (oraz Wojciech Karolak) (muz. Wojtek Wójcicki, sł. Andrzej Piaseczny; Archiwum TVP – koncert „Piasek i Przyjaciele” – 2000 r.)
13. "Prawie do nieba" (muz. Robert Chojnacki, sł. Andrzej Piaseczny, Archiwum TVP – koncert „Piasek i Przyjaciele” – 2000 r.)
14. "Zanim zrozumiesz" (muz. Robert Janson, sł. Anita Lipnicka; Archiwum TVN – Sopot Festiwal 2005 r.)
15. "Słowem" (muz. Marcin Bracichowicz, sł. Andrzej Piaseczny; Archiwum TVN – Sopot Molo Festiwal 2006 r.)